# 房千秋
房千秋（？—？），名坚，字千秋，以字行，东清河郡绎幕县（今山东省淄博市博山区）人，祖籍清河郡东武城县（今河北省衡水市故城县），北魏官员。

## 生平
房千秋年轻时有才能和名望，青州被北魏攻陷后，房千秋被内迁到平城，成为平齐民。太和初年，魏孝文帝元宏提拔房千秋担任秘书郎，房千秋后升任司空咨议、齐州大中正。魏孝文帝上朝，命令各州中正各自举荐自己赏识的人，房千秋和幽州中正阳尼各自举荐自己的儿子。魏孝文帝说：“昔日有一个祁奚，已经名垂青史，现在有两个祁奚，也必定在日后的史册上留名。”房千秋外任濮阳郡太守，在魏宣武帝元恪时期再度担任司空咨议，加号立忠将军，去世后，朝廷赠予南青州刺史，谥号懿。

## 其他
济南市“泉水人家民俗馆”收藏一方墓志，该墓志志盖已失，山东大学文化遗产研究院副研究员高继习认为该墓志是房千秋之子房智的墓志，然而河北大学文学院教授梁春胜却指出，该墓志中的“兆遇非熊，大风东国”两句是指的太公吕尚的事迹，而房氏的先祖是尧，所以此墓志志主不可能是房氏，有可能是崔氏。

## 家庭

### 子女
- 房祖渊，北魏羽林监
- 房祖皓，北魏长水校尉
- 房氏，嫁北魏轻车将军、尚书南主客郎中邢伟[5]